# Charles Cornu
Pour les articles homonymes, voir Cornu.
Charles Cornu est un magistrat suisse né en 1888 à Genève en Suisse et décédé le 23 septembre 1966 à Genève.

## Biographie
Il était procureur général de Genève de 1932 à 1960.